# Comté de Hamilton (Indiana)
Pour les articles homonymes, voir comté de Hamilton.
Le comté de Hamilton est l'un des comtés de l'Indiana. Son siège est Noblesville. Le comté a été fondé en 1823.

## Comtés adjacents
- comté de Tipton, au nord,
- comté de Madison, à l'est,
- comté de Hancock, au sud-est,
- comté de Marion, au sud,
- comté de Boone, à l'ouest,
- comté de Clinton, au nord-ouest,